# Coenophila decipiens
Coenophila decipiens là một loài bướm đêm trong họ Noctuidae.